# 1492
1492. је била проста година.

## Догађаји

### Јануар
- 2. јануар — Боабдил, последњи владар Гранаде се предао краљу Фернанду II и краљици Изабели I, чиме је окончана реконкиста.
- 6. јануар — Краљ Фернандо и краљица Изабела победоносно су ушли у Гранаду, након што је њихова војска поразила Боабдила, последњег емира Гранаде, чиме је окончана реконкиста.

### Март
- 31. март — Фернандо V и Изабела I су објавили декрет из Алхамбре наложивши муслиманима и Јеврејима да пређу у католицизам или напусте Шпанију.

### Април
- 17. април — Кристифор Колумбо добио сагласност и новац од шпанског краља Фернандо II од Арагона и краљице Изабеле, за свој пут до Азије.

### Август
- 3. август — Кристифор Колумбо је испловио на прво путовање према западу на којем је открио Америку.

### Октобар
- 12. октобар — Кристифор Колумбо видео копно, острво Сан Салвадор, и то се сматра открићем Америке.
- 28. октобар — Кристифор Колумбо на првом путовању преко Атлантика открио Кубу и прогласио је поседом Шпаније.

## Смрти

### Јун
- 7. јун — Казимир IV, пољски краљ и литвански велики кнез
- 8. јун — Елизабета Вудвил, енглеска краљица

### Август
- 12. октобар — Пјеро дела Франческа, италијански сликар ране ренесансе (*1420).